# Roser Bru Llop
Roser Bru Llop (Barcelona, 15 de febrer de 1923 - Santiago de Xile, 26 de maig de 2021) fou una artista, pintora i gravadora catalana que residí a Xile des del 1939. Adscrita al moviment de la neofiguració, il·lustrà importants llibres de poesia (Diez odas para diez grabados de Roser Bru, de Pablo Neruda) i té obra exposada en diversos museus del món. La seva família, compromesa amb la República, es trobava entre els passatgers del Winnipeg d'exiliats de la Guerra Civil Espanyola que s'establiren a Xile.

## Biografia
Bru va néixer a Barcelona el 1923, filla del periodista i diputat al Parlament de Catalunya Lluís Bru i Jardí i de l'artista plàstica Josepa Llop. A l'any següent la seva família es va exiliar a París, a conseqüència de la dictadura de Miguel Primo de Rivera. Quatre anys després, van tornar a la seva ciutat natal, en la qual Bru va estudiar a l'Escola Montessori i, posteriorment, el 1931, a l'Institut-Escola de la Generalitat. El 1939, després de la Guerra Civil Espanyola, la família es va traslladar a França, on es va embarcar en el vaixell Winnipeg, que la va portar a Xile. Va arribar a Valparaíso el 3 de setembre d'aquell any.
Va estudiar pintura a l'Escola de Belles Arts de la Universitat de Xile des de 1939 fins a 1942, on va ser alumna de Pablo Burchard i Israel Roa. El 1947 es va unir al Grupo de Estudiantes Plásticos, al costat d'altres artistes com Josep Balmes, Gracia Barrios i Guillermo Núñez. El 1957 va iniciar els seus estudis de gravat al Taller 99, dirigit per Nemesio Antúnez. Més tard, entre 1964 i 1968, exercí com a professora de dibuix i pintura a la Escuela de Arte de la Pontificia Universitat Catòlica de Santiago de Xile, en què formà part de l'equip de profesorat fundador. També va fer murals en distintes tècniques per a l'escola de Talcahuano, la Casa de Arte del Cerro San Cristóbal i l'edifici Unctad de Santiago.
Va morir al seu domicili de Santiago de Xile als 98 anys.

## Obra
Roser Bru ha exposat en diversos països de l'Amèrica Llatina, així com a Espanya, mentre que algunes de les seves obres es troben al Museu d'Art Modern de Nova York, al Museu de Brooklyn, al Museo de Arte Contemporáneo (MAC) de Santiago, al Museu d'art Modern Chiloé, a la ciutat de Castro, al Museo Nacional de Bellas Artes (MNBA), al Museo de la Solidaridad Salvador Allende (MSSA), al Museu Històric Nacional, al Metropolitan Museum of art de Nova York, al Museu d'art Modern de Rio de Janeiro, el Staatliche Museen de Berlín o al Macba de Barcelona, entre d'altres.
Va fer els gravats, comentats per Pablo Neruda, Diez odas para diez grabados de Roser Bru i els murals per a l'escola de Talcahuano, la Casa de Arte del Cerro San Cristóbal i l'edifici Unctad de Santiago.

### A Catalunya
Al Museu Nacional d'Art de Catalunya s'hi troba l'obra Dona amb les seves parts, que representa una figura totèmica que recorda les estatuetes femenines de la prehistòria. Aquesta pintura és una mostra d'un dels temes que la va ocupar especialment als anys seixanta, la dona i la condició femenina encara que no va abandonar mai. La seva data de creació, el 1968, coincideix amb l’augment de les demandes feministes.
L'any 2022 el MNAC, prenent el nom del llibre Maternasis de Núria Pompeia, va presentar una exposició de creadores que han treballat temes dels quals la dona ha estat desposseïda, com l'embaràs. A més de les obres de Roser Bru, també s'hi van exhibir obres de la mateixa Núria Pompeia, Mari Chordà i Parvine Curie. L'any 2023 també el MNAC va presentar una exposició temporal titulada Quina humanitat? La figura humana després de la guerra (1940-1966) i s'hi van exhibir també obres de l'artista.
A finals de 2024, el Museu d'Art de Girona li dedicà una exposició titulada Roser Bru. Superar la distància, en la qual s'exposaren un centenar d'obres pictòriques, gravats i documents de l'artista procedents de la Fundació Roser Bru així com préstecs d'altres museus.

## Reconeixements
El 1995 va ser condecorada a Espanya amb l'Orde d'Isabel la Catòlica. L'any 2004 va rebre una nominació al Premi Altazor de les Arts Nacionals en la categoria Arts visuals - Gravat i dibuix per Un conjunt de 34 gravats en el seu vuitantè aniversari, mentre que l'any 2005 va rebre una altra nominació en la mateixa categoria per Obra en exposición Pablo Neruda, la infancia del poeta; l'any 2000 va rebre aquest guardó en la categoria Pintura per Enseñanzas de Goya, premi que va tornar a guanyar l'any 2013 en la mateixa categoria per Vivir en obra. L'any 2015, el Govern de Xile li va atorgar el Premio Nacional de Artes Plasticas.

## Llegat
El 2022 l'artista Paula Bonet va iniciar les Beques Roser Bru de gravat, de caràcter biennal, amb l'objectiu de preservar la seva figura i interactuar entre el seu taller de Barcelona La Madriguera i el Taller 99 de Santiago de Xile, lloc on Bru va desenvolupar una part destacada de la seva obra i des d'on va formar a una nova generació de gravadors.